# Radice (odontoiatria)

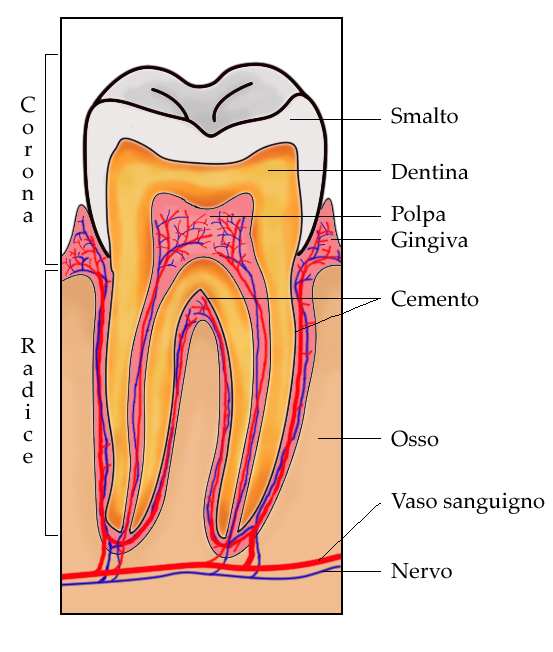
Le parti del dente, è visibile la radice all'interno della gengiva

La radice è quella parte anatomica del dente incastonata all'interno dell'osso alveolare. La lunghezza media è di 21,5 mm. Nello strato più interno presenta una cavità contenente la polpa e chiamata canale pulpare. I canali pulpari sono delimitati da uno strato di dentina a sua volta ricoperto da cemento. 
La punta della radice, detta apice dentale, presenta un piccolo orifizio attraverso il quale penetra all'interno del dente il plesso vascolo-nervoso deputato all'innervazione e alla nutrizione dei tessuti dentali. Il plesso, tramite i vasi sanguigni, fornisce i nutrienti alle cellule della polpa, nonché idrata la dentina.